# Conférence des écoles de journalisme
Pour les articles homonymes, voir CEJ.
La Conférence des écoles de journalisme (CEJ), anciennement le Conseil des écoles publiques de journalisme (CEPJ) est une association française d'établissements d'enseignement supérieur et de recherche créée en 1998 par cinq écoles publiques de journalisme,.
Son rôle est de représenter les 14 écoles de journalisme reconnues par la Commission paritaire nationale de l'emploi des journalistes (CPNEJ) auprès des acteurs des médias, des syndicats, de la commission paritaire, ainsi que du ministère de l'Enseignement supérieur et de la Recherche,. Elle regroupe aujourd'hui des établissements publics et associatifs qui dispensent un cursus de formation initiale en journalisme reconnu par la CPNEJ. La CEJ n'accrédite pas ces écoles.
Elle est présidée depuis 2019 par Pascal Guénée, directeur de l'Institut pratique de journalisme (IPJ) de l'université Paris-Dauphine - PSL.

## Historique

### 1998: création du Conseil des écoles publiques de journalisme
Le 22 mai 1998, les 5 écoles publiques de journalisme sous tutelle du ministère de l'Éducation nationale – parmi les 8 reconnues de l'époque – annoncent se réunir au sein d'une association, à l'occasion des quarante ans du Centre universitaire d'enseignement du journalisme de Strasbourg,. 

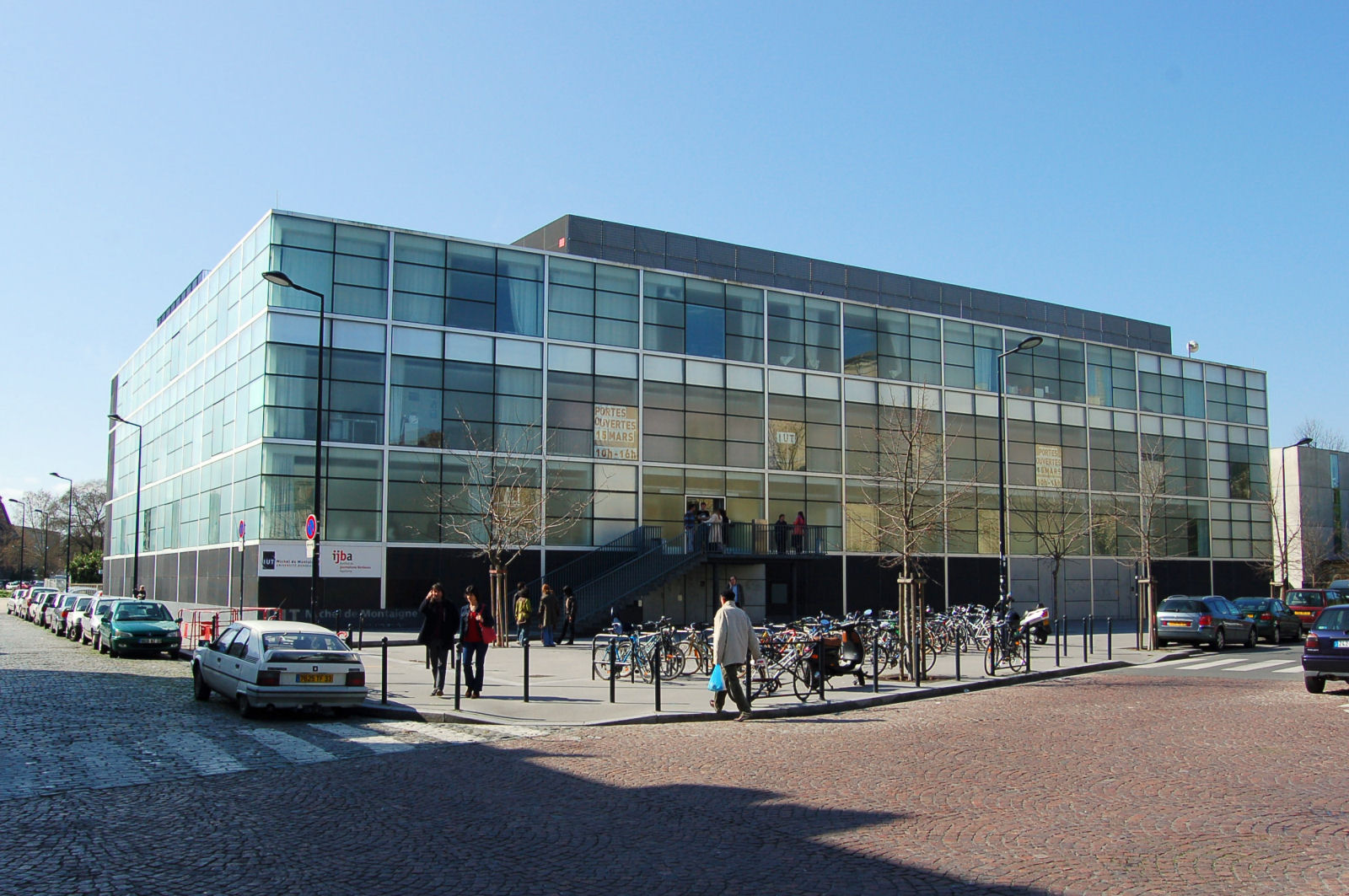
Le bâtiment de l'Institut de journalisme Bordeaux-Aquitaine en 2008, école de journalisme rattachée à l'université Bordeaux-Montaigne.

Le 22 octobre 1998, le Conseil des écoles publiques de journalisme (CEPJ) est créé à Neuilly-sur-Seine, au siège du CELSA de l'université Paris-IV Sorbonne et dont le premier président est Alain Chanel, directeur du CUEJ,. Son objet est « d'assurer la coordination des écoles de journalisme de l'Éducation nationale reconnues par la convention collective des journalistes professionnels ». Une création de la CEPJ qui intervient dans un contexte de durcissement des antagonismes entre ces écoles publiques et les privées, dont les premières se sont mobilisées dans les années 1990 à un financement public destiné au Centre de formation des journalistes (CFJ) – alors appelé CFPJ et au bord du dépôt de bilan.
En janvier 1991, le Conseil des écoles publiques de journalisme réfléchit à modifier le niveau de recrutement des étudiants de ses écoles membres afin d'éviter une « uniformisation » et s'éloigner des cursus classiques de l'université. Toutefois, l'association dit rester « ouverte au dialogue » avec les écoles privées, refusant l'idée de deux blocs se faisant face entre public et privé.
En 2010, le Conseil des écoles publiques de journalisme (CEPJ) rassemble 8 écoles publiques universitaires de journalisme,.

### 2012: le CEPJ devient la Conférence des écoles de journalisme
En 2012, la CEPJ devient la Conférence des écoles de journalisme (CEJ) et finit par associer les trois écoles privées historiques (CFJ, ESJ Lille, IPJ). Deux ans plus tard, la CEJ publie une étude qui établit qu'une majorité de candidats admis dans les écoles reconnues par la CPNEJ proviennent d'un Sciences Po (IEP), d'une licence d'histoire ou de lettres ainsi que des classes préparatoires privées.
En janvier 2014, la Conférence des écoles de journalisme dénonce une « atteinte à la liberté » à la suite de l'introduction dans le projet de loi pour l'égalité réelle entre les femmes et les hommes d'un article obligeant les écoles de journalisme à modifier leur programme pour proposer aux étudiants un enseignement sur l'égalité entre les sexes et la lutte contre les stéréotypes sexistes. Elle demande que les écoles de commerce ou encore d'audiovisuel soient également concernées, dénonçant un « ciblage ».
En décembre 2018, une mission « Égalité et lutte contre les discriminations » est mise en place par la CEJ, co-conduite par Pascale Colisson, responsable pédagogique de l'Institut pratique du journalisme et Sandy Montañola, chercheuse en sciences de l'information et de la communication à l'université de Rennes, à la suite d'une réflexion menée dans le cadre de la Conférence nationale des métiers du journalisme (CNMJ). Son rôle a été de réaliser un état des lieux au sein des écoles de journalisme membres de la CEJ, ainsi que de promouvoir la mise en place de temps de réflexion en leur sein et durant les périodes en rédaction des étudiants. Ainsi, depuis février 2019, chaque école de journalisme membre possède un référent dédié à l'égalité et à la lutte contre les discriminations,.

### 2019: Congrès mondial de l'enseignement du journalisme à Paris
En juillet 2019, la Conférence des écoles de journalisme, co-organise avec l'Institut pratique du journalisme (IPJ) et le réseau Théophraste la 5e édition du Congrès mondial de l'enseignement du journalisme (WJEC) réunissant les acteurs internationaux de la formation à la profession de journaliste, et rassemblant plus de 600 participants venus de plus de 70 pays,,. La déclaration de Paris sur la liberté d’enseignement du journalisme y a été adoptée et signée par Pascal Guénée, président de la CEJ et du WJEC Paris et Joe Foote, président du Conseil mondial de l'éducation au journalisme, le 10 juillet 2019 à l'Hôtel de ville de Paris, appelant à un enseignement du journalisme « libre » et « indépendant »,,,.

### 2022: mal-être des étudiants et apprentis journalistes
Le 16 février 2022, la CEJ organise avec le soutien du ministère de la Culture et dans le cadre du plan de relance économique de la France de 2020-2022, les États généraux de la formation et de l'emploi des jeunes journalistes (EGFEJJ) afin d'améliorer les conditions d’entrée dans le métier des jeunes journalistes, ainsi que l'apprentissage,. L'objectif pour les membres de la CEJ, « formuler des propositions concrètes, avec des enseignants, des étudiants, des représentants des écoles et des grands médias, pour 'repenser le métier pour le monde à venir' ». Le 4 mars 2023, la Conférence des écoles de journalisme réunit à Paris lors d'un week-end, trente représentants étudiants des 14 écoles reconnues à « imaginer le métier de journaliste en 2030 ».
Le 23 octobre 2023, la Conférence des écoles de journalisme annonce la création d'une carte de « journaliste en formation » à la suite des EGFEJJ, une première, et alerte sur différents enjeux autour des conditions d'accès à la profession pour ses étudiants dans le cadre des États généraux de l'information, notamment sur un « fossé qui se creuse » avec les attentes des rédactions
En mars 2024, les écoles de journalisme, dont notamment l'EPJT, Sciences Po ou encore le CFJ, font face à une vague de témoignages d'anciens apprentis et étudiants sur les réseaux sociaux, évoquant leur mal-être durant leur formation ainsi que pendant leurs périodes en rédaction. En moins de dix ans, l'alternance a bouleversé le modèle pédagogique et économique de ces écoles. De leur côté, certaines d'entre-elles déplorent un « manque de moyens » pour le suivi des apprentis en rédaction, soulignant que des rédactions sont parfois déconseillées aux étudiants.

## Liste des écoles membres de la CEJ
L'association compte quatorze membres. Ces établissements d'enseignement supérieur, publics ou privés à but non lucratif, sont tous reconnus par l'État et délivrent un diplôme sanctionnant au moins 2 ans d'études après un premier cycle universitaire (bac+3). Un professionnel diplômé de l'une de ces formations accède au statut de journaliste titulaire deux fois plus rapidement qu'un professionnel diplômé autre part .
| Nom | Ville             |
| --- | ----------------- |
| 1. Centre de formation des journalistes (Université Paris-Panthéon-Assas)                                    | Paris et Lyon     |
| 2. École supérieure de journalisme de Lille (Université de Lille)                                            | Lille et Nancy    |
| 3. Centre universitaire d’enseignement du journalisme (Université de Strasbourg)                             | Strasbourg        |
| 4. Institut de journalisme Bordeaux Aquitaine (Université Bordeaux-Montaigne)                                | Bordeaux          |
| 5. École publique de journalisme de Tours - IUT (Université de Tours)                                        | Tours             |
| 6. CELSA - École des hautes études en sciences de l'information et de la communication (Sorbonne Université) | Neuilly-sur-Seine |
| 7. École de journalisme et de communication d’Aix-Marseille (Université d'Aix-Marseille)                     | Marseille         |
| 8. Institut pratique du journalisme (Université Paris-Dauphine - PSL)                                        | Paris             |
| 9. École de journalisme de Toulouse                                                                          | Toulouse          |
| 10. Département Information et communication - IUT Lannion (Université de Rennes)                            | Lannion           |
| 11. École de journalisme de l'Institut français de presse (Université Paris-Panthéon-Assas)                  | Paris             |
| 12. École de journalisme de Grenoble (Université Grenoble-Alpes)                                             | Échirolles        |
| 13. École de journalisme de Sciences Po                                                                      | Paris             |
| 14. École de journalisme de Cannes - IUT de Nice (Université Côte d'Azur)                                    | Cannes            |